# Thermopsis yushuensis
Thermopsis yushuensis är en ärtväxtart som beskrevs av S.Q.Wei. Thermopsis yushuensis ingår i släktet lupinväpplingar, och familjen ärtväxter. Inga underarter finns listade i Catalogue of Life.